# Gustav Glubrecht

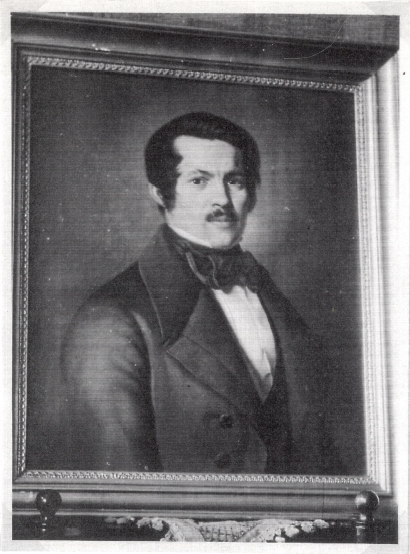
Gustav Glubrecht, * 28. April 1809, † 2. August 1891

Gustav Franz Ludwig Glubrecht (* 28. April 1809 in Duderstadt; † 2. August 1891 in Schweidnitz, Provinz Schlesien) war ein deutscher Politiker.

## Leben
Glubrecht besuchte die Gymnasien in Paderborn, Düren und Kreuznach und wurde nach dem Abitur 1827 Einjährig-Freiwilliger im Erfurter Infanterie-Regiment. Er studierte Rechts- und Kameralwissenschaften in Jena und Breslau. Während seines Studiums wurde er 1828 wohl Mitglied der Jenaischen Burschenschaft und 1830 der Alten Breslauer Burschenschaft Arminia. Nach seiner Zeit als Auskultator in Breslau wurde er 1833 Referendar am Oberlandesgericht Breslau. Wegen seiner Beteiligung an der Burschenschaft wurde er 1834 als Demagoge verhört, verhaftet und in Untersuchungshaft genommen. In die Berliner Hausvogtei verbracht, wurde er 1836 vom Berliner Kammergericht zu acht Jahren Festungsarrest, Amtsentsetzung als Referendar, Amtsunfähigkeit und Aberkennung seines Leutnantranges (er war seit 1832 Leutnant bei der Landwehr) verurteilt. 1837 wurde die Strafe aufgrund eines Gnadenerlasses auf eineinhalb Jahre reduziert, die er von 1837 bis 1839 in der Fronveste Breslau absaß. Er ist im Schwarzen Buch der Frankfurter Zentralbehörde erfasst. Da seine juristische Laufbahn beendet war, wurde er ab 1840 Ratssekretär beim Breslauer Magistrat. Während der Revolution 1848 wurde er Mitglied des demokratisch-konstitutionellen Vereins in Breslau. Ende 1851 wurde er zum Bürgermeister von Schweidnitz gewählt und trotz seiner liberalen und demokratischen Haltung schließlich 1852 von der Regierung bestätigt. 1856 wurde er Oberbürgermeister, 1863 wiedergewählt und 1864 für weitere 12 Jahre bestätigt. 1876 wurde er erneut im Amt bestätigt. 1888 ging er in den Ruhestand.

## Ehrungen
- Roter Adlerorden, 4. Klasse
- Preußischer Kronenorden, 3. Klasse
- 1888: Roter Adlerorden, 3. Klasse mit Schleife
- 1888: Ehrenbürger von Schweidnitz